# Kawatake Mokuami
Kawatake Mokuami (numele real: Yoshimura Yoshisaburō; 吉村芳三郎, 1816 - 1893) a fost un dramaturg japonez.
A fost cel mai reprezentativ autor de piese kabuki.
Scrierile sale dramatice au un subiect profan, contemporan sau istoric, în care dansul și cântecul ocupă un loc important.
În dramele sale sociale (s-au reprezentat peste 300 de piese în timpul vieții), este evocată atmosfera feudală târzie.

## Scrieri
- 1859: Iubirea dintre Izayoi și Seishin ("Izayoi Seishin")
- 1860: Cei trei pungași cu numele Kichiza ("Sannin Kighiza")
- 1881: Fluierarul de insulă sub razele clarului de lună ("Shima chidori tsuki-no shira-nami").

1. ↑  Autoritatea BnF, accesat în 10 octombrie 2015